# Dự án đen

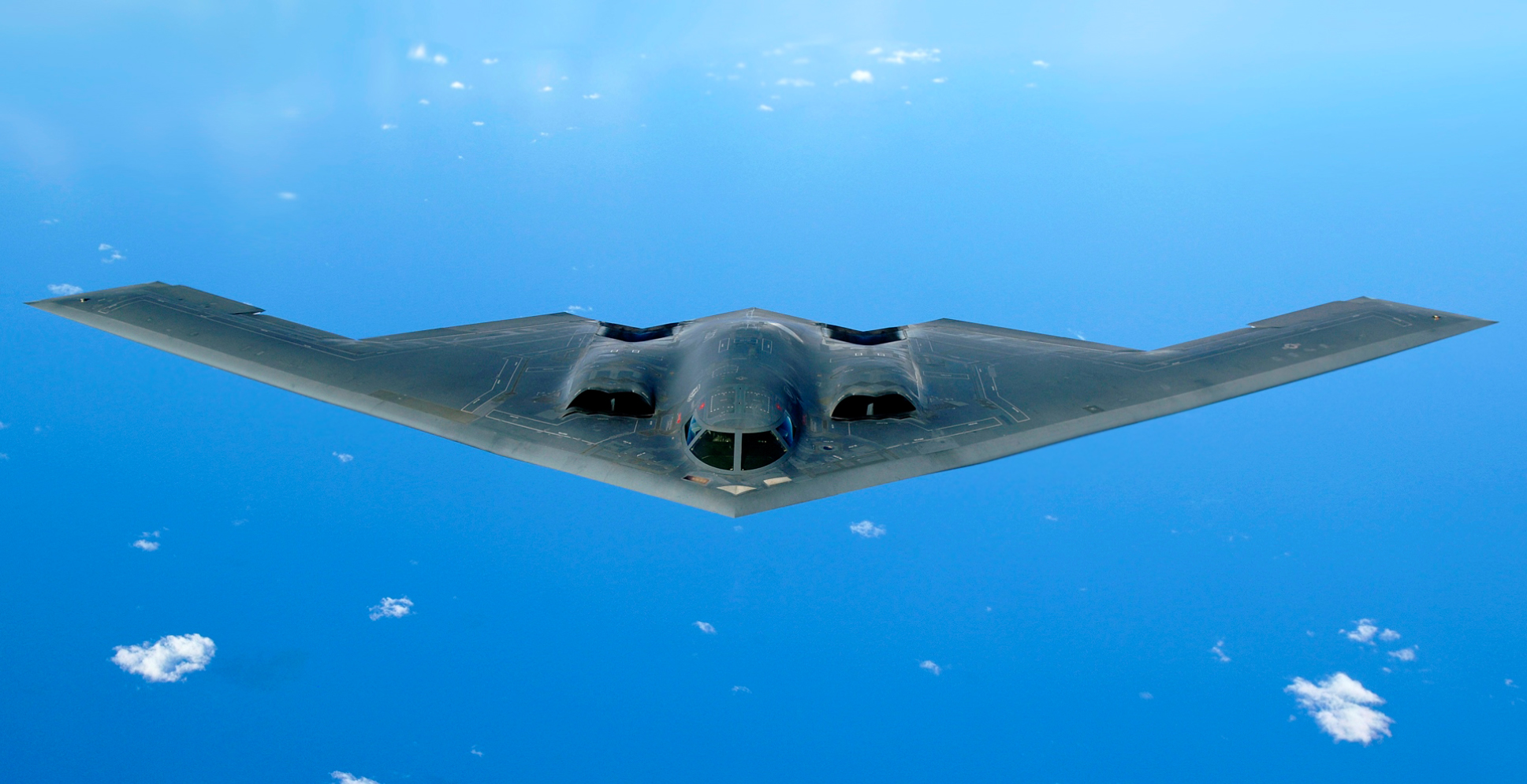
Máy bay ném bom tàng hình B-2 Spirit ban đầu được xếp vào dự án đen của quân đội Mỹ

Dự án đen là một thuật ngữ được sử dụng cho một dự án quân sự hoặc quốc phòng tuyệt mật không được chính phủ, quân nhân và nhà thầu công khai trước dư luận. Ví dụ về các mẫu máy bay quân sự của Mỹ được phát triển thành các dự án đen bao gồm máy bay chiến đấu tàng hình F-117 Nighthawk và máy bay ném bom tàng hình B-2 Spirit, cả hai đều xếp loại tuyệt mật và bị từ chối cho đến khi được công bố. Ở nước Mỹ, thuật ngữ chính thức cho một dự án đen là chương trình tiếp cận đặc biệt (SAP). Tiền tài trợ cho các dự án này được gọi là ngân sách đen.

## Ví dụ

### Mỹ
Dự án mật trước đây
- Dự án Manhattan
- B-2 Spirit - máy bay ném bom tàng hình
- Sikorsky UH-60 Black Hawk - máy bay trực thăng tàng hình
- Boeing Bird of Prey - mẫu máy bay trình diễn công nghệ tàng hình
- F-117 Nighthawk - máy bay tấn công mặt đất tàng hình
- KH-11 Kennen - vệ tinh trinh sát
- SR-71 Blackbird Mach 3.3 - máy bay trinh sát tầm cao
- Lockheed CL-400 Suntan - nguyên mẫu trinh sát tốc độ cao ở tầm cao
- Lockheed U-2 - máy bay trinh sát tầm cao
- Lockheed Martin RQ-170 Sentinel
- Lockheed Martin Polecat - máy bay không người lái
- Northrop Tacit Blue
- Chiến dịch Cyclone[1]
- RQ-3 Dark Star - UAV trinh sát tầm cao
- Lockheed Sea Shadow (IX-529) - mẫu tàu chiến tàng hình thử nghiệm của Hải quân Mỹ
- Hughes Mining Barge - dự án được CIA ủy quyền năm 1974 để nâng tàu ngầm K-129 bị chìm của Liên Xô
- SR-72 - UAV trinh sát tàng hình, được hãng Lockheed Martin xác nhận vào tháng 10 năm 2013.[2][3]

Suy đoán hoặc tuyệt mật
- Máy bay trinh sát tàng hình kiểu dáng khí cầu[4][5][6]
- Aurora
- TR-3

### Trung Quốc
- Xian H-20 - máy bay ném bom tàng hình cận âm

### Pakistan
- Phòng thí nghiệm Nghiên cứu Khan
- Dự án bom nguyên tử của Pakistan

### Nam Phi
- Dự án Coast
- Atlas Carver - máy bay chiến đấu đa năng